# Eli Avikzar
 (août 2008).
Si vous disposez d'ouvrages ou d'articles de référence ou si vous connaissez des sites web de qualité traitant du thème abordé ici, merci de compléter l'article en donnant les références utiles à sa vérifiabilité et en les liant à la section « Notes et références ».
Eli Avikzar (en hébreu אלי אביקזר), né le 16 juin 1947 à Casablanca et mort le 16 mai 2004 à Netanya, est la première personne à avoir obtenu le grade de ceinture noire en krav-maga.

## Biographie
Eli Avikzar émigre en Israël en 1963 sans un sou en poche avec comme unique bagage, une riche expérience du combat de rue de sa ville Casablanca. Eli Avikzar commença à s’entraîner avec Imi Lichtenfeld, le fondateur du krav-maga en novembre 1964 à l’institut de Netanya et devint moniteur principal. À cette époque, il n’y avait ni grade ni tenue spécifique donc les élèves s’entraînaient en tenue militaire. En 1965, Imi ajouta des cours de judo au cursus de krav-maga et d’éminents professeurs comme Gadi Skornik et Amos Grinsphen devinrent les professeurs de judo d’Eli. Parallèlement, Eli décida d’étudier aussi le karaté et le jujitsu. En 1968, Eli Avikzar commença à apprendre l’aïkido et grâce à ses progrès rapides, reçut sa ceinture marron à Paris en 1971. Peu avant, il avait reçu sa ceinture noire de judo ainsi que la première ceinture noire de l’histoire du krav-maga, remise par Imi, le 5 janvier 1971. À son retour de France, Eli se mit à travailler en tant qu’instructeur avec Imi dans les centres de formation de Netanya et de Tel Aviv. Ils entraînaient aussi les unités spéciales et les unités volontaires de l’armée (Tsahal). En 1977, Eli passait en Allemagne sa ceinture noire d’aïkido auprès de la fédération Européenne d’aïkido. En 1974, Imi Lichtenfeld prit sa retraite et donna à Eli le centre d’entraînement de Netanya. En 1976, Eli rejoignit l’armée en tant que directeur de la section krav-maga. La place du krav-maga dans les entraînements militaires a beaucoup augmenté à la suite de l’arrivée de Eli Avikzar à ce poste. Plus de cours furent donnés et chaque instructeur était obligé d’apprendre le krav-maga et de l’enseigner. L’amélioration du krav-maga au sein de l'armée israélienne était le résultat du développement des méthodes et exercices dans le civil. Au fur et à mesure de son acceptation et de sa professionnalisation, le krav-maga a prouvé son efficacité dans les unités combattantes.
Eli continua de développer le krav-maga au sein de Tsahal jusqu’à sa retraite en 1987. À cette date, il avait entraîné 80 000 soldats hommes et 12 000 soldats femmes. En 1978 fut établie la fédération de krav-maga. En tant que membre actif de la fédération de judo, Eli Avikzar aida à établir les comités professionnels et les grades de la nouvelle fédération de krav-maga. En 1979, Eli nomma ses deux premiers instructeurs (ceinture noire) : Avi Avisidon et Eyal Yanilov.
En 1981, Eli part aux États-Unis avec Imi et quelques instructeurs pour un séjour de 45 jours, en partie pour collecter des fonds. À la suite de ce voyage, en 1983, le premier groupe d’Américains arrive en Israël pour trois semaines de cours instructeurs. En 1984, la fédération de krav-maga donne le grade de ceinture noire à deux élèves américains, Allen Feldman et Darren Levine.En 1985, Eli part aux États-Unis en tant que représentant de la fédération de krav-maga puis y retourne pour y donner son premier entraînement au département de police de Los Angeles.
Les différentes améliorations qu’Eli Avikzar a apporté au krav-maga ont transformé cette « technique » en une nouvelle méthode, parallèle. En 1987, Eli se retire de la fédération de krav-maga et forme le KAMI, Israeli Krav Magen Association avec l’accord d’Imi. Le KAMI est reconnu par le ministère israélien de l’Éducation, l’institut Wingate, le Wingate College, les professeurs d’éducation physique et est utilisé par de nombreuses forces de sécurité dans le monde. En 1996, Eli reçut son 8e dan ainsi qu’un diplôme de fondateur, le premier remis par Imi Lichtenfeld et en 1999, les professionnels reconnus du KAMI ainsi que les plus anciens élèves, les instituts d’éducation physique, d'éminents professeurs de différentes disciplines et les instances officielles lui remirent le 10e dan.
L'apport tant sur le plan technique que sur les outils pédagogiques spécifiques (pour les civils et les militaires) d'Eli est indéniable. Eli Avikzar a formé des professeurs reconnus : Eyal Yanilov, Haim Gideon, Kobi Lichtenstein et Richard Douieb (ce dernier a eu aussi pour professeurs Raphy Elgrissi et Haim Zut).
En 2001, Eli nomma Sébastien Arie Kuczer en tant que représentant de son école KAMI pour la France. Ce dernier, spécialiste en sécurité, déjà ceinture noire 1re dan de karaté, reçu en 2002 son 2e dan de la part d’Eli ainsi que le diplôme d’instructeur de Krav Magen du centre de formation civil et militaire israélien Wingate Institute.
Après un dernier stage en France au sein du dojo de Sébastien Arie Kuczer, malgré sa maladie, Eli est décédé le 16 mai 2004. Par la suite, Sébastien Arie Kuczer créa l’école krav-maga Kuczer, « KMK » aujourd'hui  KAMAG. Son école reste fidèle à l’esprit et aux méthodes qui lui furent enseignées. En décembre 2012, Sébastien Arie Kuczer reçu son 6e dan reconnu par le centre de formation Wingate Institute des mains de Gadi Skornik, 10e dan de Skornik Israeli Combat et qui avait formé Eli au judo.